# سم هانت
سم هانت (به انگلیسی: Sam Hunt) (زاده ۸ دسامبر ۱۹۸۴) خوانند، ترانه سرا و فوتبالیست کالجی آمریکایی است. او در سال ۲۰۱۵ برنده جایزه موسیقی آمریکا و نامزد دریافت جایزه موسیقی بیلبورد، و در سال ۲۰۱۶ نامزد دریافت جایزه گرمی شد.